# Бобан Петровић
Бобан Петровић (Крушевац, 19. јул 1957 — 27. септембар 2021) био је југословенски и српски кошаркаш. Играо је на позицијама крила и крилног центра.

## Клупска каријера
Петровић је играо за Партизан од 1976. до 1985. године. У дресу Партизана је освојио два међународна Купа Радивоја Кораћа (1978, 1979), две титуле националног шампиона (1979, 1981) и један Куп СФРЈ (1979). Са 3.618 постигнутих поена на 273 утакмице, Бобан Петровић је десети најбољи стрелац у историји клуба.
Играо је још и за љубљанску Олимпију, крушевачки Напредак, француски Ремс, шпанску Манресу и белгијски Хаселт БТ.

## Репрезентација
Са репрезентацијом Југославије је освојио сребрне медаље на Медитеранским играма 1979. у Сплиту и на Универзијади 1981. у Мексику.
Са сениорском репрезентацијом Југославије је освојио сребрну медаљу на Европском првенству 1981. у Чехословачкој и бронзану медаљу на Светском првенству 1982. у Колумбији. Играо је и на Европском првенству 1985. у Западној Немачкој када је национални тим заузео седмо место.

## Смрт
Након што је у септембру 2021. године доживео саобраћајну несрећу, Петровић је последњих неколико дана живота провео у болници у Јужноафричкој Републици. Преминуо је 27. септембра 2021. године.

## Успеси

### Клупски
- Партизан:
  - Првенство Југославије (2) : 1978/79, 1980/81.
  - Куп Радивоја Кораћа (2) : 1977/78, 1978/79.
  - Куп Југославије (1) : 1979.

### Репрезентативни
- Европско првенство:  1981.
- Светско првенство:  1982.
- Универзијада:  1981.
- Медитеранске игре:  1979.